# Xã Lakeview, Quận Carlton, Minnesota
Xã Lakeview (tiếng Anh: Lakeview Township) là một xã thuộc quận Carlton, tiểu bang Minnesota, Hoa Kỳ. Năm 2010, dân số của xã này là 179 người.